# Monika Bąk
Monika Bąk (ur. 26 października 1970 w Elblągu) – profesor nadzwyczajny Uniwersytetu Gdańskiego, pracuje w Katedrze Badań Porównawczych Systemów Transportowych.

## Życiorys
Jej praca habilitacyjna to Europa Środkowa i Wschodnia wobec wyzwania transformacyjnego wydana przez Wydawnictwo Uniwersytetu Gdańskiego.
Specjalizuje się w tematyce transformacji gospodarczej w krajach Europy Środkowej i Wschodniej. Opublikowała wyniki swych badań, m.in. w podręczniku Analytical Transport Economics –  rozdział Transport in economies in transition. Założenia modelu transformacji gospodarczej oraz wyniki jego weryfikacji w sektorze transportu prezentowała m.in. na czterech Światowych Konferencjach Badań Transportowych (WCTR) w 1998, 2001, 2004 oraz 2007. W 2006 opublikowała monografię Europa Środkowa i Wschodnia wobec wyzwania transformacyjnego.
Uczestniczyła w międzynarodowych projektach badawczych, w tym w programach ramowych Unii Europejskiej, takich jak :
- Scenarios for the Trans-European Network (SCENARIOS)[3]
- Strategic Assessment of Corridor Developments TEN Improvements and Extensions to the CEEC/CIS (CODE-TEN)[4]
- European Transport Scenarios (SCENES)[5]
- Study of policy regarding economic instruments complementing transport regulation and the undertaking of physical measures (SPECTRUM)[6]
- Generalisation of Research on Accounts and Cost Estimation (GRACE)[7]

Autorka internetowej bazy danych o krajach Europy Środkowej i Wschodniej.
Odznaczona Srebrnym (2002) i Złotym (2021) Krzyżem Zasługi i Medalem Komisji Edukacji Narodowej (2006).
Od 1 września 2008 była prodziekanem do spraw kształcenia Wydziału Ekonomicznego Uniwersytetu Gdańskiego, następnie dziekanem tego Wydziału.
Mąż Mirosław, synowie Paweł i Mikołaj.